# António da Silveira Machado
António da Silveira Machado foi produtor Agrícola em terras próprias e militar do exército português.

## Biografia
Prestou serviço no exército português Regimento de Guarnição nº 1, aquartelado na Fortaleza de São João Baptista, no Monte Brasil, junto à cidade de Angra do Heroísmo.
Foi dono de terras nas fajãs da costa Norte da ilha de São Jorge, nomeadamente na fajã de Vasco Martins e Fajã Rasa,  onde produzia vinho de várias castas, particularmente da casta conhecida regionalmente, como “Vinho de cheiro”, que era vendido principalmente na vila das Velas. 

## Relações Familiares
Foi filho de Manuel António da Silveira e D. Maria de São José também conhecida como Margarida Josefa da Silveira. Teve uma filha de D. Teresa Vicência de Bettencourt (3 de Julho de 1862 - 17 de Dezembro de 1901) filha de António José de Bettencourt e D. Isabel Vicência de Bettencourt.
1 - D. Maria dos Anjos de Bettencourt (13 de Julho de 1872 - ?) casou com José Inácio de Bettencourt a 18 de Novembro 1886.
Do seu casamento com D. Maria de Bettencourt, teve:
2 - D. Ana (1 de Fevereiro de 1860 - ?).